# Giovanni Host-Venturi
Giovanni Host-Venturi, noto anche come Nino Host-Venturi (Fiume, 24 giugno 1892 – Buenos Aires, 29 aprile 1980), è stato un politico, storico e generale italiano.
Protagonista dell'impresa di Fiume, concepita da Gabriele D'Annunzio, fu Ministro delle Comunicazioni.

## Biografia
Irredentista, il cognome originale era Host-Ivessich, ma durante la prima guerra mondiale coloro che essendo cittadini dell'Impero austro-ungarico combattevano per il Regno d'Italia se catturati venivano immediatamente fucilati come traditori e disertori, e le famiglie venivano duramente punite, per questo Host-Venturi decise di utilizzare il cognome della famiglia Venturi che lo adottò in Italia per permettergli di combattere a fianco dell'Italia. Per tutta la sua vita non divise mai più il cognome, che rimase dal 1915 in poi Host-Venturi. Nel 1913 a Brescia fondò un battaglione di studenti volontari Sursum corda. Allo scoppio della prima guerra mondiale, il 18 marzo 1915 insieme a Icilio Baccich e Enrico Burich scriverà un appello a Vittorio Emanuele III per rivendicare l'italianità dell'Istria e di Fiume.
Col nome di battaglia Giovanni Venturi, fu volontario durante la prima guerra mondiale, prima nel 7º Reggimento alpini e poi negli Arditi del XIII Reparto d'Assalto, raggiungendo il grado di Capitano. Durante il conflitto guadagnò tre Medaglie d'argento al Valor Militare.
A Fiume, nell'aprile 1919, Giovanni Host-Venturi creò la Legione fiumana, costituita da un nucleo di volontari per difendere la città dal contingente francese ritenuto filo-iugoslavo, inviando un messaggio a Gabriele D'Annunzio, invitandolo ad assumere il patronato della causa di Fiume italiana e pochi mesi dopo, quando i negoziati si interruppero bruscamente, il 12 settembre una forza di nazionalisti ed ex-combattenti italiani, composta da circa 2500 legionari agli ordini di D'Annunzio, partiti da Ronchi di Monfalcone, in seguito ribattezzata Ronchi dei Legionari, si unirono alla Legione fiumana di Host Venturi occupando Fiume, chiedendo l'annessione all'Italia. Ai costanti rifiuti del governo italiano D'Annunzio, Host Venturi e migliaia di volontari accorsi nella città "liberata" proclamarono la Reggenza del Carnaro. Giovanni Host-Venturi, Armando Odenigo e Corrado Zoli animati da spirito anti-slavo immaginavano di dare inizio a una grande rivoluzione in Iugoslavia con i secessionisti macedoni, albanesi, montenegrini e croati.

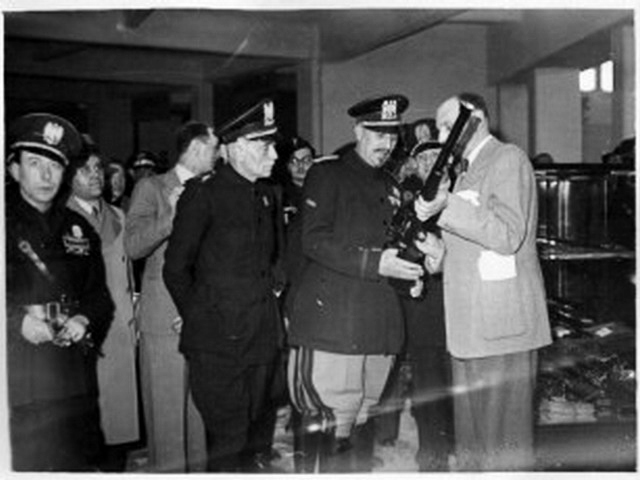
Host-Venturi alla Fiera di Milano nel 1941

Dopo la caduta della Reggenza del Carnaro, finita con forza dal governo di Giolitti con il Natale di sangue del 1920, Host-Venturi continuò la sua attività politica irredentista avvicinandosi sempre di più al fascismo. Dopo l'annessione al Regno d'Italia con il Trattato di Roma del 27 gennaio 1924, Fiume divenne capoluogo di provincia e Host-Venturi proseguì la sua attività politica ricoprendo la carica di segretario provinciale della federazione fascista di Fiume dal 15 novembre 1925 al 24 maggio 1928 e di commissario straordinario di Pola dal 1º aprile al 24 maggio 1926 e fu fra i fautori di un'assimilazione forzosa delle popolazioni allogene presenti in Venezia Giulia. Celebre fu un suo discorso anticlericale tenuto il 23 maggio 1925 al Congresso dei fascisti istriani, in cui denunciava l'uso delle lingue slave da parte dei religiosi sloveni e croati, nell'officiare la messa e nelle predicazioni. Nel 1927, in un convegno che ebbe luogo a Trieste, Host-Venturi, con Bruno Coceani, Giuseppe Cobolli ed altri gerarchi giuliani e friulani, tracciò le linee direttive per una completa italianizzazione delle minoranze alloglotte presenti in Friuli, Venezia Giulia e Zara.
Passato nelle file dei fascisti intransigenti, Host-Venturi, al pari di Mario Carli, venne talvolta considerato un "fascista di sinistra".
Proseguì poi la sua carriera politica a Roma e divenne deputato alla Camera nel 1934 e Consigliere nazionale della Camera dei Fasci e delle Corporazioni nel 1939. Nel 1935 fu prima Sottosegretario di Stato alla Marina mercantile, contribuendo al consolidamento della Finmare poi, fra il 1939 e il febbraio 1943, Ministro delle Comunicazioni. Cinque mesi prima della caduta del fascismo, per ragioni che non ci sono note, fu estromesso dal governo dallo stesso Mussolini in seguito a un profondo rimpasto della compagine governativa operato dal Duce. Dopo l'8 settembre aderì alla Repubblica Sociale Italiana ma non occupò posizioni di rilievo. Nel 1948 si trasferì in Argentina con la famiglia continuando in qualche modo a interessarsi di politica, incontrandosi più volte con il presidente Perón, suggerendogli di creare delle zone franche industriali a Bahía Blanca e Rosario per favorire lo sviluppo economico del Paese. Il progetto incontrò un certo gradimento nel governo peronista, ma non venne mai concretamente realizzato.
Suo figlio Franco, nato a Roma nel 1937, ma emigrato con il padre in Argentina con la famiglia, e divenuto un noto pittore e vignettista, fin da ragazzo aveva militato nella Juventud Peronista e successivamente era confluito nelle FAP (Fuerzas Armadas Peronistas), una frazione guerrigliera attiva nei primi anni settanta a Buenos Aires e nelle principali città argentine. Venne sequestrato a Mar del Plata il 24 febbraio 1976 da paramilitari e di lui non si seppe più nulla: in un primo tempo si pensò che fosse stato portato in un centro di detenzione in Patagonia, ma tutti gli sforzi dei familiari per rintracciarlo si rivelarono vani e venne ufficialmente considerato desaparecido negli anni ottanta. Il padre Giovanni morì suicida a Buenos Aires nel 1980.

## Opere
- La passione di Fiume, Fiume, Urbania, 1928.
- L'impresa fiumana, Roma, G. Volpe, 1976.